# Elecciones estatales de Turingia de 2014

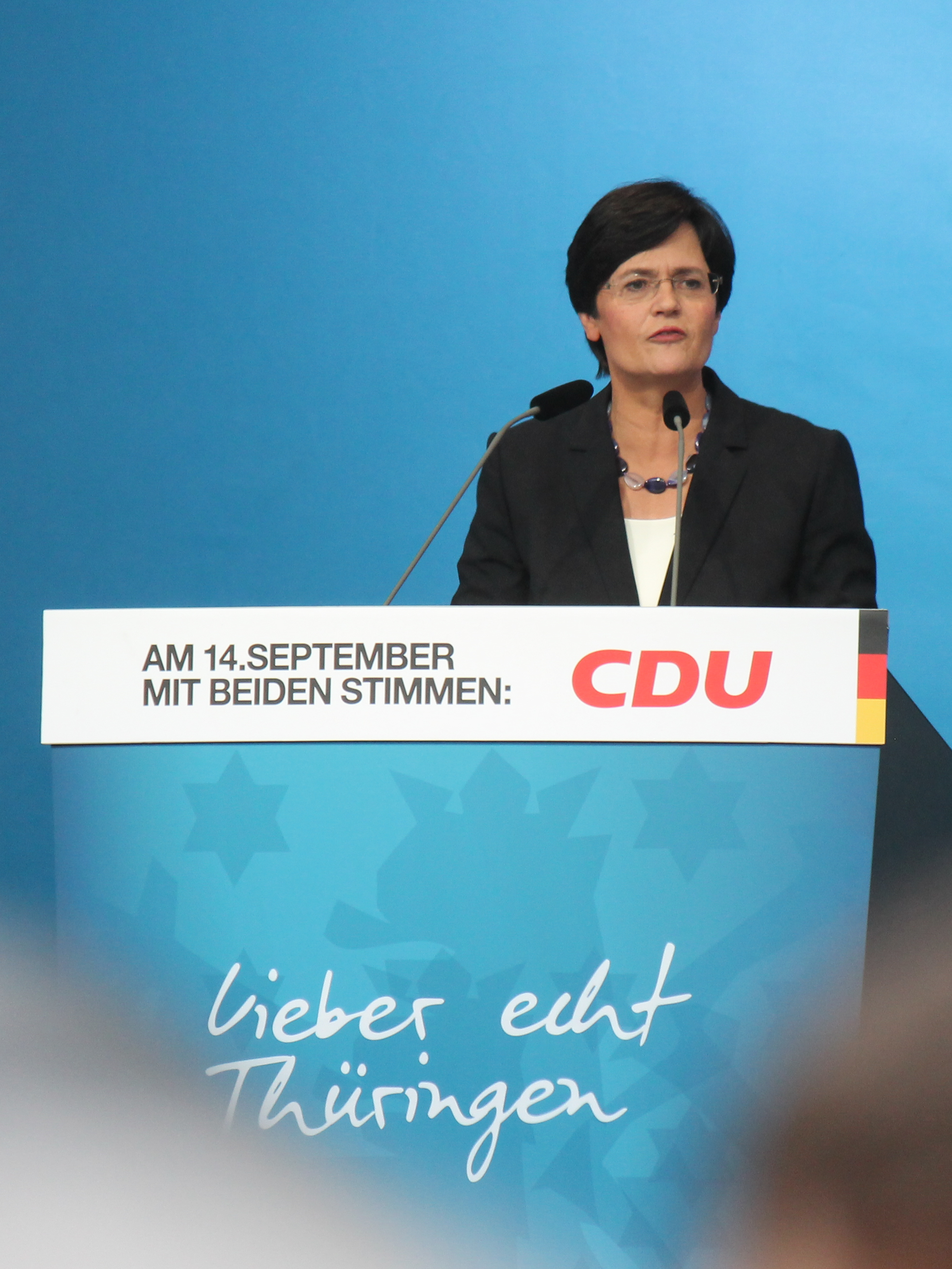
Christine Lieberknecht en su cierre de campaña el 13 de septiembre de 2014.

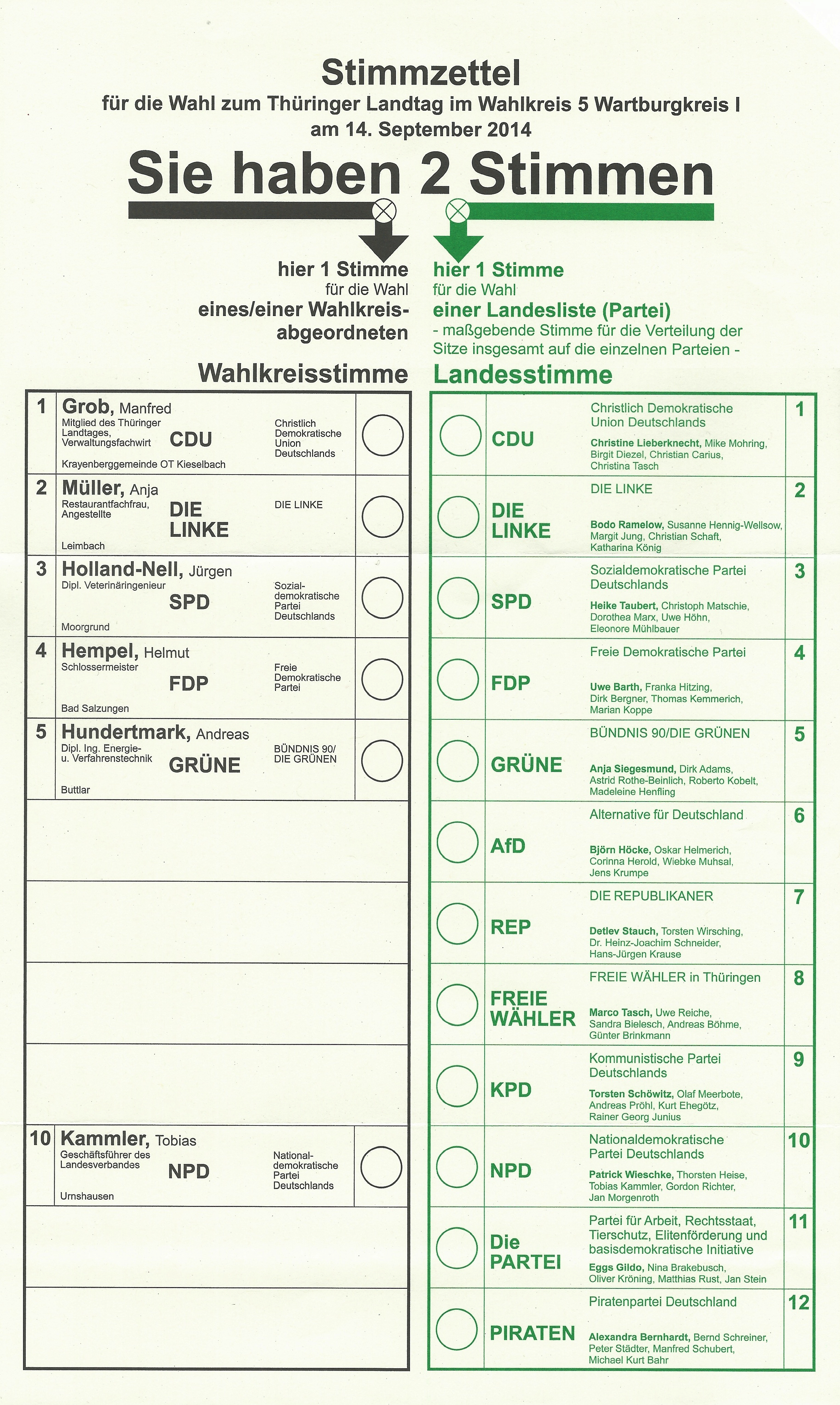
Papeletas utilizada en la elección.

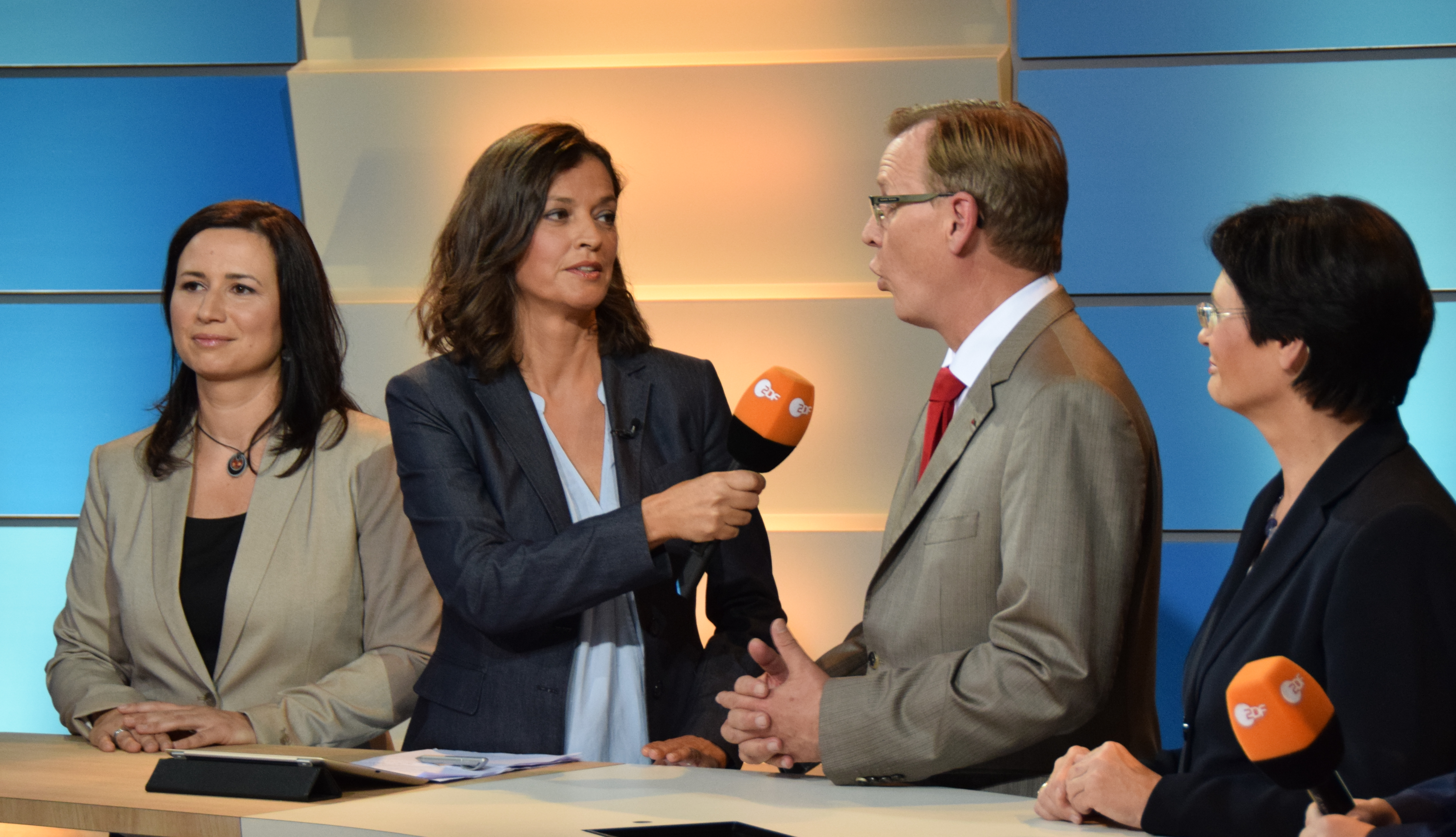
Lieberknecht, Ramelow (derecha) y Siegesmund (izquierda) durante una entrevista a los candidatos, transmitida por ZDF el día de la elección

Las elecciones estatales de Turingia de 2014 fueron llevadas a cabo el día 14 de septiembre de este año, en conjunto con las Elecciones estatales de Brandeburgo, con el propósito de elegir a los miembros del Parlamento Regional Turingio. Una coalición SPD/Verdes/Linke fue aprobada el 5 de diciembre con 46 votos a favor en el Landtag, con Bodo Ramelow como ministro-presidente, siendo la primera vez que Die Linke gobierna un estado federado, además de ser la primera vez que tiene la mayor cantidad de escaños en una coalición. Como consecuencia, la CDU y el AfD pasaron a la oposición.

## Antecedentes
La CDU presentó a la ministra presidenta Christine Lieberknecht y Die Linke a Bodo Ramelow. El último de los tres partidos principales, el SPD presentó a la ministra de Asuntos Sociales Heike Taubert. Luego de las elecciones federales de 2013, se consideraba probable la formación de una coalición roja-roja, aunque también la reedición de la gran coalición (CDU/SPD) que en aquel momento gobernaba en el estado.
Para los otros partidos, la posibilidad de una coalición se consideraba insegura. Era posible que Alianza 90/Los Verdes no entrara en el parlamento, ya que el partido había obtenido en las elecciones federales de 2013 en Turingia, un 4,9%. Opcionalmente para el partido, existía la posibilidad de un gobierno estatal donde actuaría como socio de Die Linke y el SPD, luego de que una coalición rojo-rojo-verde también fuera un tema de debate a nivel federal, o una alianza con la CDU donde estarían juntos como Negro-Verde para lograr una mayoría. La candidata de Los Verdes fue Anja Siegesmund.
También era posible, según las encuestas, una coalición con Alternativa para Alemania. Había alcanzado el 6,2% de los votos en las elecciones federales de 2013 en Turingia. Su candidato fue Björn Hocke. 
Menos probable, según las encuestas era una reentrada del FDP en el Parlamento, habiendo alcanzado en las elecciones federales de 2013 sólo el 2,6% de los votos.  Su candidato fue Uwe Barth.
Los Votantes Libres y el NPD habían logrado en las últimas elecciones estatales un 4%. El candidato principal del NPD fue Patrick Wieschke.

## Partidos participantes
Todos los partidos que antes de la elección tenían representación en el Parlamento Regional Turingio, pudieron participar en la elección sin hacer trámites. Los partidos que no estaban representados en el Parlamento, debieron ser inscritos antes del 16 de junio de 2014 ante el Servicio Electoral Estatal, y debieron obtener al menos 1000 firmas de aprobación, para poder ejercer su participación en las elecciones.
Los siguientes partidos participaron en la elección estatal:

#### Formaciones con representación parlamentaria
| Partido(s) | Partido(s) | Partido(s)                            | Ideología              | Posición        | Cabeza/s de lista      | Escaños en el Parlamento |
| ---------- | ---------- | ------------------------------------- | ---------------------- | --------------- | ---------------------- | ------------------------ |
|            | CDU        | Unión Demócrata Cristiana de Alemania | Democracia cristiana   | Centroderecha   | Christine Lieberknecht | 30/89                    |
|            | Linke      | La Izquierda                          | Socialismo democrático | Izquierda       | Bodo Ramelow           | 27/89                    |
|            | SPD        | Partido Socialdemócrata de Alemania   | Socialdemocracia       | Centroizquierda | Heike Taubert          | 18/89                    |
|            | FDP        | Partido Democrático Libre             | Liberalismo clásico    | Centroderecha   | Uwe Barth              | 7/89                     |
|            | Grüne      | Alianza 90/Los Verdes                 | Política verde         | Centroizquierda | Anja Siegesmund        | 6/89                     |

#### Formaciones sin representación parlamentaria
| Candidatura | Candidatura                                 | Cabeza de lista     | Ideología           | Posición          |
| ----------- | ------------------------------------------- | ------------------- | ------------------- | ----------------- |
|             | Alternativa para Alemania (AfD)             | Björn Höcke         | Nacionalismo alemán | Extrema derecha   |
|             | Los Republicanos (REP)                      | Detlev Stauch       | Nacionalismo alemán | Derecha           |
|             | Votantes Libres (FW)                        | Marco Tasch         | Localismo           | Centroderecha     |
|             | Die Partei                                  | Eggs Gildo          | Sátira política     | Izquierda         |
|             | Partido Comunista de Alemania (KPD)         | Torsten Schöwitz    | Comunismo           | Extrema izquierda |
|             | Partido Nacionaldemócrata de Alemania (NPD) | Patrick Wieschke    | Neonazismo          | Extrema derecha   |
|             | Partido Pirata de Alemania (Piraten)        | Alexandra Bernhardt | Movimiento pirata   | Centroizquierda   |

## Negociaciones de coalición
En esta elección, había dos posibles coaliciones en el centro de la discusión pública: una continuación de la gran coalición de CDU y SPD bajo Christine Lieberknecht o una coalición roja-roja entre el SPD y el Partido de La Izquierda, bajo la dirección de la Izquierda, con Bodo Ramelow como el primer ministro. Lieberknecht descartó cualquier negociación de coalición con el AfD. El líder parlamentario de la CDU Mike Mohring y el portavoz de política interior del grupo parlamentario de la CDU Wolfgang Fiedler pidieron, sin embargo, que no se excluyera esta opción desde el principio.
El 5 de noviembre de 2014, el SPD Turingia anunció que el 69.93 por ciento de los miembros del partido en el estado habían votado a favor de una coalición junto a Die Linke y Los Verdes.
En el 25 aniversario de la caída del muro de Berlín el 9 de noviembre de 2014, 4.000 personas se manifestaron en contra de una coalición rojo-rojo-verde en la capital del estado, Erfurt.

## Encuestas
| Realizador de la encuesta | Fecha           |        |        |        |       |       |        | Piraten | FW    | NPD   | Otros |
| Resultados 2014           | Resultados 2014 | 33,5 % | 28,2 % | 12,4 % | 2,5 % | 5,7 % | 10,6 % | 1,0 %   | 1,7 % | 3,6 % | 0,9 % |
| ------------------------- | --------------- | ------ | ------ | ------ | ----- | ----- | ------ | ------- | ----- | ----- | ----- |
| Forschungsgruppe Wahlen   | 11.09.2014      | 36 %   | 26 %   | 16 %   | –     | 5,5 % | 8 %    | –       | –     | –     | 8,5 % |
| Infratest dimap           | 04.09.2014      | 34 %   | 28 %   | 16 %   | 3 %   | 5 %   | 7 %    | –       | –     | 4 %   | 3 %   |
| Forschungsgruppe Wahlen   | 04.09.2014      | 36 %   | 26 %   | 16 %   | –     | 6 %   | 8 %    | –       | –     | –     | 8 %   |
| INSA                      | 08.08.2014      | 34 %   | 26 %   | 19 %   | 4 %   | 6 %   | 5 %    | –       | –     | –     | 6 %   |
| Infratest dimap           | 15.07.2014      | 36 %   | 27 %   | 19 %   | 2 %   | 6 %   | 4 %    | –       | –     | 2 %   | 4 %   |
| INSA                      | 05.07.2014      | 33 %   | 25 %   | 18 %   | 3 %   | 6 %   | 7 %    | 2 %     | 2 %   | –     | 4 %   |
| Infratest dimap           | 14.05.2014      | 36 %   | 28 %   | 19 %   | 2 %   | 5 %   | 4 %    | –       | –     | 3 %   | 3 %   |
| Infratest dimap           | 14.03.2014      | 38 %   | 28 %   | 17 %   | 2 %   | 6 %   | 5 %    | –       | –     | –     | 4 %   |
| INSA                      | 20.02.2014      | 35 %   | 25 %   | 20 %   | 3 %   | 5 %   | 5 %    | –       | 2 %   | –     | 5 %   |
| aproxima                  | 28.01.2014      | 27 %   | 28 %   | 22 %   | 3 %   | 11 %  | 3 %    | 2 %     | 2 %   | 1 %   | 4 %   |
| INSA                      | 27.12.2013      | 35 %   | 27 %   | 18 %   | 2 %   | 7 %   | 5 %    | –       | –     | –     | –     |
| INSA                      | 09.11.2013      | 36 %   | 27 %   | 14 %   | 2 %   | 6 %   | 6 %    | –       | –     | –     | –     |
| Emnid                     | 05.11.2013      | 39 %   | 26 %   | 17 %   | 1 %   | 5 %   | 7 %    | –       | –     | 2 %   | 3 %   |
| Infratest dimap           | 20.08.2013      | 43 %   | 20 %   | 20 %   | 2 %   | 7 %   | –      | –       | –     | –     | 8 %   |
| Infratest dimap           | 05.07.2013      | 41 %   | 21 %   | 20 %   | 3 %   | 8 %   | –      | 3 %     | –     | –     | 4 %   |
| Infratest dimap           | 18.05.2012      | 35 %   | 23 %   | 24 %   | 2 %   | 6 %   | –      | 6 %     | –     | –     | 4 %   |
| IfM Leipzig               | 13.08.2011      | 33 %   | 25 %   | 20 %   | 4 %   | 11 %  | –      | –       | –     | –     | 7 %   |
| Infratest dimap           | 05.05.2010      | 32 %   | 29 %   | 21 %   | 5 %   | 6 %   | –      | –       | –     | –     | 7 %   |
| Resultados 2009           | Resultados 2009 | 31,2 % | 27,4 % | 18,5 % | 7,6 % | 6,2 % | –      | –       | 3,9 % | 4,3 % | 0,9 % |

### Encuestas sobre candidatos
Para la pregunta de a quien los encuestados elegirían directamente como ministro-presidente de Turingia, estos respondieron de la siguiente manera:
| Realizador de la encuesta | Fecha      | Lieberknecht (CDU) | Ramelow (Linke) | Taubert (SPD) |
| ------------------------- | ---------- | ------------------ | --------------- | ------------- |
|                           |            |                    |                 |               |
| Infratest dimap           | 22.09.2014 | 45 %               | 35 %            | –             |
| Forschungsgruppe Wahlen   | 14.09.2014 | 49 %               | 39 %            | –             |
| Infratest dimap           | 14.09.2014 | 44 %               | 40 %            | –             |
| Forschungsgruppe Wahlen   | 11.09.2014 | 48 % 41 %          | 33 % –          | – 34 %        |
| Forschungsgruppe Wahlen   | 04.09.2014 | 52 % 45 % –        | 34 % – 32 %     | – 34 % 42 %   |
| Infratest dimap           | 04.09.2014 | 34 %               | 24 %            | 18 %          |
| Infratest dimap           | 15.07.2014 | 37 %               | 24 %            | 17 %          |
| Infratest dimap           | 14.05.2014 | 34 %               | 23 %            | 16 %          |
| aproxima                  | 30.01.2014 | 34 %               | 15 %            | 17 %          |

## Resultados
La CDU alcanzó el 33,5 por ciento, siendo el partido más votado. La Izquierda y el SPD alcanzaron el 28,2 por ciento y el 12,4 por ciento, respectivamente, obteniendo el segundo y tercer lugar. El AfD, que se presentaba por primera vez a una elección estatal de Turingia, pudo entrar por primera vez en el Landtag con el 10,6% de los votos. Los Verdes se mantuvieron con el 5,7 por ciento en el parlamento de Turingia. El NPD falló con el 3,6 por ciento en el intento de sobrepasar el umbral del cinco por ciento. Con un 2,5 por ciento de los votos, el FDP perdió su representación en el parlamento.
El número de escaños se incrementó de 89 a 91.
|  | 37.7 % |

|  | 33.46 % |

|  | 29.4 % |

|  | 28.19 % |

|  | 15.6 % |

|  | 12.41 % |

|  | 2.2 % |

|  | 10.57 % |

|  | 6.0 % |

|  | 5.67 % |

|  | 0.18 % |

|  | 3.61 % |

|  | 1.57 % |

|  | 2.48 % |

|  | 2.81 % |

|  | 1.7 % |

|  | 0.04 % |

|  | 1.0 % |

|  | 0.6 % |

|  | 0.2 % |

|  | 0.1 % |

|  | 97.9 % |

|  | 98.61 % |

|  | 2.1 % |

|  | 1.39 % |

|  | 100.00 % |

|  | 100.00 % |

|  | 52.69 % |

|  | 52.69 % |

## Post-elección

### Investidura de Ramelow
La elección del ministro-presidente se realizó el 5 de diciembre de 2014, mediante una reunión del Landtag de Turingia, un mes después de que el SPD aprobara incorporarse en una coalición con Die Linke y Los Verdes. El único candidato en la elección fue Bodo Ramelow (representante de la coalición roja-roja-verde), ya que los demás partidos optaron por no presentar un candidato inmediatamente, sino votar en contra del candidato único.
|  | 51,11 % |

|  | 47,77 % |

Los resultados mostrados corresponden a la segunda votación realizada, ya que en primera vuelta ambas opciones obtuvieron 45 votos.  En la segunda votación, Ramelow fue elegido ministro-presidente con una ajustada mayoría de 46 votos, la misma cantidad que necesitaba como mínimo para obtener mayoría absoluta. Con la victoria de Ramelow y la coalición roja-roja-verde, la CDU y el AfD pasaron a la oposición, además de ser la primera vez que Die Linke asume el gobierno de un estado federado alemán. Ese mismo día, Ramelow formó su gabinete, compuesto por cuatro ministros de Die Linke, tres del SPD y dos de Los Verdes.
En su discurso de investidura, Ramelow se refirió a los crímenes cometidos durante la República Democrática Alemana (su partido es el sucesor del Partido Socialista Unificado de Alemania, gobernante de la Alemania Oriental) y se dirigió personalmente a un amigo que había estado encarcelado por la Stasi, declarando: "Querido Andreas Möller, a ti y a todos tus camaradas solo puedo pedirles disculpas".
La victoria del partido poscomunista provocó diversas reacciones. El presidente Joachim Gauck (quién fue víctima de Alemania Oriental) criticó a la nueva coalición.  Antes de la elección, el presidente Gauck había declarado: Respetamos la decisión de los votantes, pero al mismo tiempo me pregunto si el partido del que será nuevo presidente ha cambiado realmente sus ideas sobre la represión desde los tiempos del SED. Para la gente de mi edad que vivió la RDA es difícil aceptarlo. El cantautor Wolf Biermann, también ex ciudadano de la RDA, también criticó a la nueva coalición.
Por el contrario, el líder parlamentario de Die Linke en el Bundestag, Gregor Gysi, dijo sobre la elección de Ramelow: Este es un momento histórico. Hoy es un día hermoso.
A nivel federal, el portavoz parlamentario de la CDU, Volker Kauder, calificó como una grave falta del SPD el hecho de haber posibilitado la elección de Ramelow y haberse unido a su coalición.
De igual manera, la ministra de Cultura Johanna Wanka acusó a Ramelow de haber llegado al poder por votos de la Stasi en alusión a dos diputados del Landtag que en la época de la RDA trabajaron en la policía secreta.
La secretaria general del SPD, Yasmin Fahimi, y la jefa de fracción parlamentaria de Los Verdes Katrin Göring-Eckardt, declararon que Die Linke no era un potencial aliado a nivel federal debido a sus posturas radicales.